# Liste der höchsten Gebäude in Las Vegas

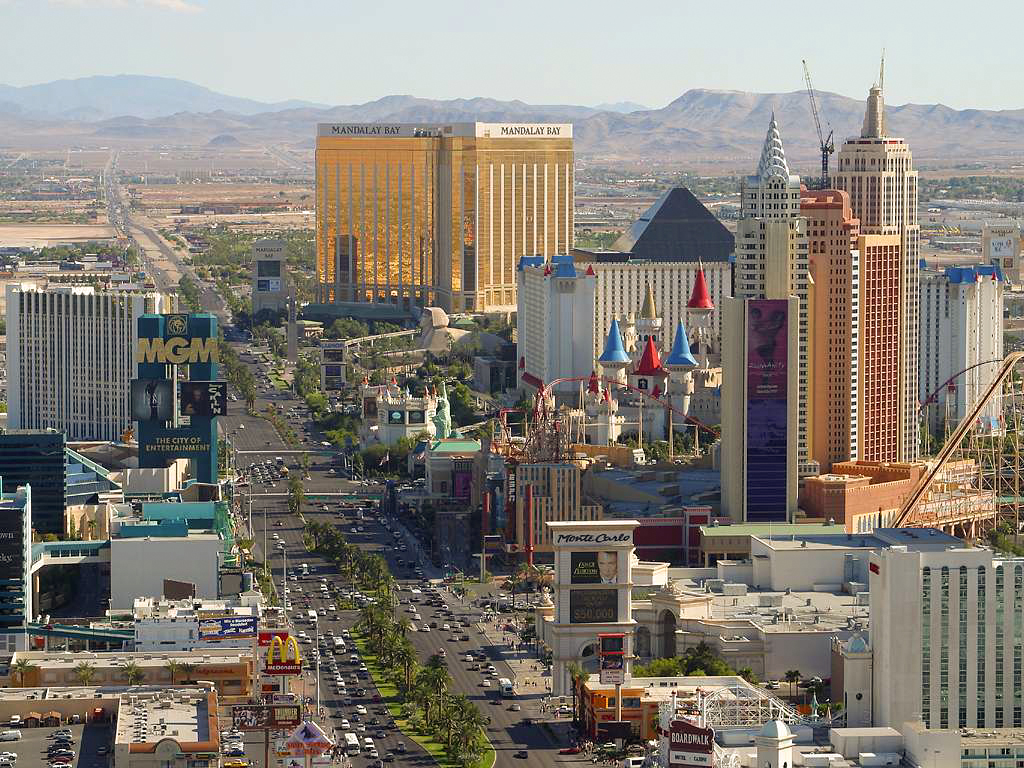
Blick über Las Vegas (Las Vegas Strip)

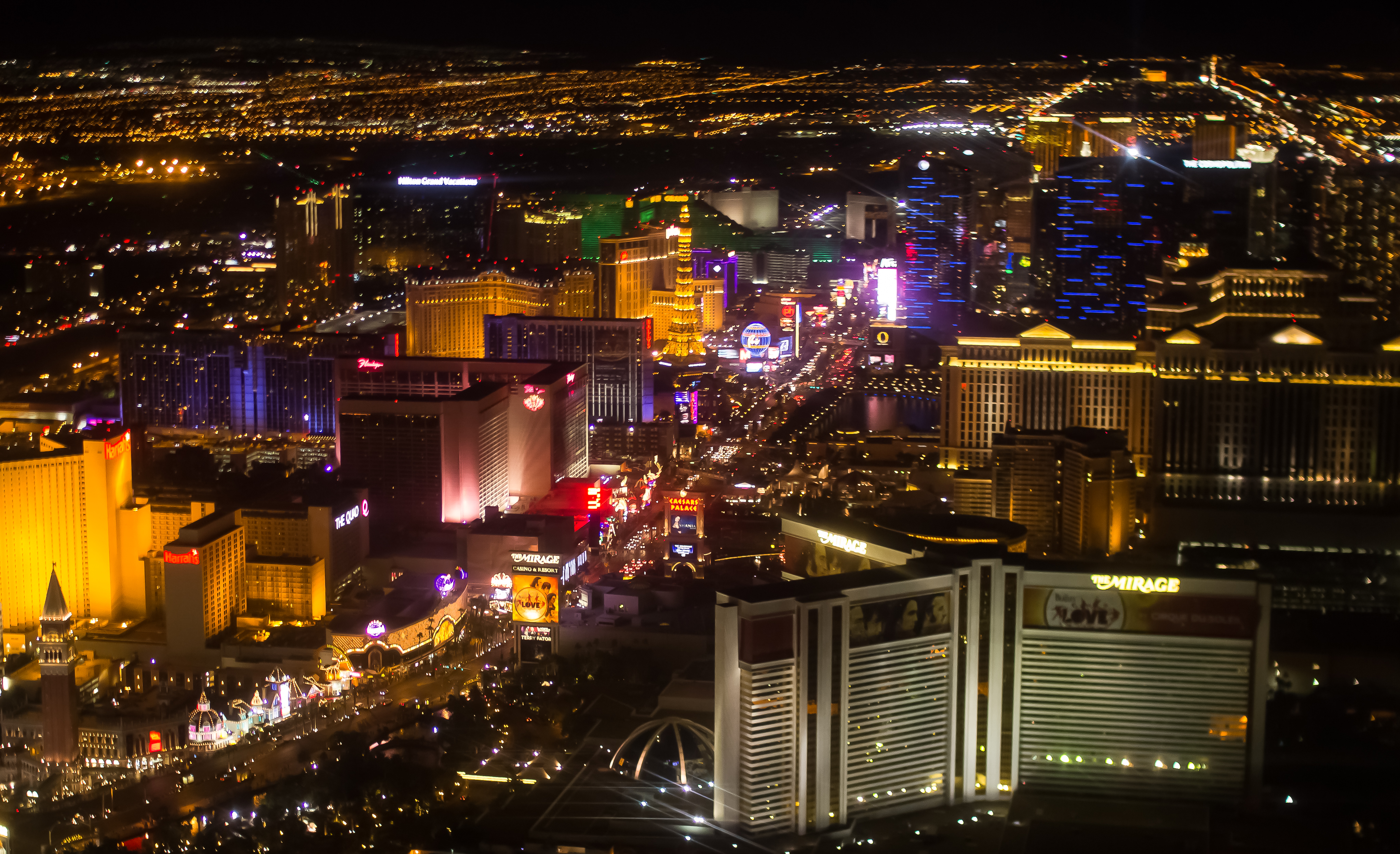
Blick auf den Las Vegas Strip bei Nacht

Im folgenden Artikel sind alle Wolkenkratzer in Las Vegas ab einer Höhe von 150 Metern mit dem dazugehörigen Status nach ihrer architektonischen Höhe aufgelistet.

## Einführung
Die Großstadt Las Vegas im US-Bundesstaat Nevada besitzt zwar einige Wolkenkratzer, jedoch grenzen sich diese meist in Sachen Design und Nutzung von jenen in den klassischen Wolkenkratzer-Städten der USA wie New York City, Chicago oder Atlanta ab. Im Gegensatz zu den Bauten dort dienen überdurchschnittlich viele der Hochhäuser in der Wüstenstadt Las Vegas als Hotel, was insbesondere durch das hohe Touristenaufkommen zu begründen ist. Es finden sich vergleichsweise wenige Wolkenkratzer, die klassische Büros beherbergen, dafür jedoch auch viele Wohngebäude oder Bauwerke, die sowohl Hotels als auch Wohneinheiten beherbergen. Architektonisch heben sich die Hochhäuser in der Skyline von Las Vegas durch ihre meist breite und kompaktere Gestalt von klassischen schlanken Türmen der meisten anderen US-Großstädte ab.
Das höchste Gebäude in Las Vegas ist das Fontainebleau Las Vegas mit einer Höhe von 224 Metern. Das höchste Bauwerk der Stadt ist zwar der Stratosphere-Tower, ein 350 Meter hoher Aussichtsturm, jedoch wird dieser nicht als Gebäude gewertet, da nur die wenigsten Ebenen des Turmes tatsächlich nutzbar sind (im Sinne von Wohnungen, Hotels, Büros etc.). Auf dem zweiten und dritten Rang liegen die Resorts World Las Vegas und  The Palazzo (205 Meter und 196 Meter). Im oberen Bereich der höchsten Gebäude in den USA spielt die Stadt Las Vegas jedoch keine Rolle. Viele Städte, sowohl an Ost- als auch Westküste sowie im Mittleren Westen haben vergleichsweise deutlich höhere Bauten.

## Liste der höchsten Gebäude in Las Vegas
Tabellarische Auflistung der Wolkenkratzer in Las Vegas ab 150 Metern Höhe (Erbaut und im Bau)
E. = Etagen, BJ = Baujahr (Jahr der Fertigstellung)
| Nr. | Gebäude                               | Höhe  | E. | BJ   | Status    | Nutzung         |
| --- | ------------------------------------- | ----- | -- | ---- | --------- | --------------- |
| 1   | Fontainebleau Las Vegas               | 224 m | 63 | 2023 | Bestehend | Hotel           |
| 2   | Resorts World Las Vegas, Hilton Tower | 205 m | 59 | 2021 | Bestehend | Hotel           |
| -   | Hard Rock Hotel Las Vegas             | 201 m |    | -    | im Bau    | Hotel           |
| 3   | The Palazzo                           | 196 m | 53 | 2007 | Bestehend | Hotel           |
| 4   | Encore                                | 192 m | 52 | 2008 | Bestehend | Hotel           |
| 5   | Trump International Hotel & Tower     | 189 m | 64 | 2008 | Bestehend | Hotel/Wohnungen |
| 6   | Wynn Hotel                            | 187 m | 45 | 2005 | Bestehend | Hotel           |
| 7   | Cosmopolitan Chelsea Tower            | 184 m | 52 | 2010 | Bestehend | Hotel           |
| 8   | Cosmopolitan Boulevard Tower          | 184 m | 50 | 2010 | Bestehend | Hotel           |
| 9   | Aria Resort & Casino                  | 183 m | 61 | 2009 | Bestehend | Hotel           |
| 10  | Elara                                 | 183 m | 50 | 2009 | Bestehend | Hotel/Wohnungen |
| 11  | Vdara                                 | 169 m | 55 | 2009 | Bestehend | Hotel           |
| 12  | Resorts World Las Vegas, Conrad Tower | 165 m | 47 | 2021 | Bestehend | Hotel           |
| 13  | Waldorf Astoria                       | 164 m | 47 | 2009 | Bestehend | Hotel           |
| 14  | New York-New York Hotel & Casino      | 161 m | 49 | 1997 | Bestehend | Hotel           |
| 15  | Palms Place                           | 157 m | 50 | 2008 | Bestehend | Hotel           |
| 16  | Bellagio                              | 156 m | 36 | 1998 | Bestehend | Hotel           |
| 17  | Sky Las Vegas                         | 152 m | 45 | 2007 | Bestehend | Wohnungen       |